# Eva Egeskjold
 Der er for få eller ingen kildehenvisninger i denne artikel, hvilket er et problem. Du kan hjælpe ved at angive troværdige kilder til de påstande, som fremføres i artiklen.

Eva Egeskjold (født 2. maj 1972) er en dansk forfatter og arkitekt.

## Baggrund og uddannelse
Eva Solheim Egeskjold er født i Aarhus i 1972 som datter af arkitekt, Arne Egeskjold og kontorassistent, Ellen Solheim Egeskjold. Hun er uddannet bygningsarkitekt fra Arkitektskolen i Aarhus i 2002.

## Karriere
I løbet af sin karriere har hun undervist børn og unge i arkitektur og billedkunst. I 2014 stiftede hun sit eget forlag, Andersen & Vig, og har i årene efterfølgende været involveret i udvikling af filmmanuskripter. Egeskjold er bl.a. tekstforfatter til formidlingsfilmen, Niels Gårdbos forrygende morgentur, som vises på BMA, Maltfabrikken i Ebeltoft.

## Forfatterskab
Egeskjold debuterede i 2011 med YA fantasyromanen Næslandet 1 - Legenden om Querqus Skjoldet. 
I 2014 genudgav hun denne fra eget forlag og udgav herefter de tre efterfølgende bind i serien: Næslandet 2 - Vinterkrigens ofre (2014), Næslandet 3 - Snedkerens Hemmelighed (2015) og Næslandet 4 -  Asaphs Rige (2017). 
Serien høstede mange fine anmeldelser.
I 2016 udgav Egeskjold børnebogsserien, Brødre af Blodet, hvis fem bind udkom simultant med en engelsk udgave, Brothers of Blood. Serien er illustreret af den danske kunstner, Iona Brinch, Weta Workshop, New Zealand.
I juni 2020 udkom Egeskjold med første bind i en planlagt trilogi, Vaals hær 1 - Genkomsten, fra forlaget DreamLitt. Serien er for voksne læsere, og de sidste to bind udkom i 2021.
I november 2023 udkom hun med ‘Jul på Mols’, en julekomedie for hele familien. I 2024 med ‘Jul på Amalienborg’.